# Куриар, Пелагея Петровна
Пелаге́я Петро́вна Куриар (урождённая Вохина; 1848—1898) — русская художница-пейзажистка, почётный вольный общник Академии художеств.

## Биография
Дочь генерал-лейтенанта П. В. Вохина. Получила образование под руководством профессора Л. Ф. Лагорио, впервые появилась со своими произведениями на публичных выставках в 1876; получила 2 серебряные медали, была признана в 1882 почётным вольным общником Императорской Академии художеств. В том же году организовала в Санкт-Петербурге «Первый дамский художественный кружок» — общество художниц-любительниц, ставивший целью их взаимное сближение, организацию приятного и полезного времяпрепровождения на особых художественных вечерах, а также оказание материальной помощи нуждающимся художникам и их семействам.
До 1894 года была председательницей и самой ревностной участницей этого общества, которое главным образом ей обязано упрочением своего положения и последующим процветанием.
Издала, под заглавием: «С наших полей», альбом хромолитографий, воспроизводящих исполненные ею с натуры акварельные рисунки полевых цветов русской флоры.
Умерла в 1898 году. Похоронена на Новодевичьем кладбище в Санкт-Петербурге.

## Галерея
Лучшими из её картин могут считаться:
- «В камышах»;
- «Болото»;
- «Дубы»,
- «Вид близ Красного Села» и некоторые другие.

- Примеры работ Пелагеи Куриар
- Мельница
- Сельский пейзаж
- Летний пейзаж
- Зимний пейзаж
- Майский вечер